# Direktør Dessau
Direktør Dessau er en dansk dokumentarisk optagelse fra 1907 filmet af Peter Elfelt.

## Handling
Optagelser af familien Dessau foran boligen på Strandvejen, på hestevognstur og til fods. Udflugt i automobiler til Frederiksberg Have. Benny Dessau (1868-1937) var direktør for Tuborg og De forenede Bryggerier.

## Medvirkende
- Benny Dessau